# Nic Haritonenko
Nic Haritonenko (* 15. Juni 1989) ist ein deutscher Footballspieler. Er steht bei den Munich Ravens in der European League of Football unter Vertrag.

## Leben
Haritonenko, jüngerer Bruder von Alexander Haritonenko, spielte ab 2002 im Nachwuchsbereich der Dresden Monarchs. Zuvor war er im Mehrkampf aktiv.
2008 schloss er sich den Hohenems Blue Devils in Österreich an und war dort Mannschaftskamerad seines Bruders.
Der 1,87 Meter messende Linebacker ging 2011 zu den Calanda Broncos. Er gewann mit der Mannschaft aus dem Kanton Graubünden 2012 den Eurobowl sowie in den Jahren 2011, 2012 und 2013 die Schweizer Meisterschaft. Haritonenko blieb bis 2014 in der Schweiz.
Anschließend spielte er bis 2017 bei den Swarco Raiders Tirol. Mit den Innsbruckern wurde er 2015 und 2016 Staatsmeister.
2018 pausierte Haritonenko, im Vorfeld des Spieljahres 2019 ging er zu den Ravensburg Razorbacks in die höchste deutsche Liga GFL, zog sich aber vor Saisonbeginn einen Achillessehnenriss zu und verpasste deshalb die Spielzeit.
Für die Saison 2023 wurde Haritonenko von den Munich Ravens in der European League of Football verpflichtet.